# Tholosgrab von Apodoulou

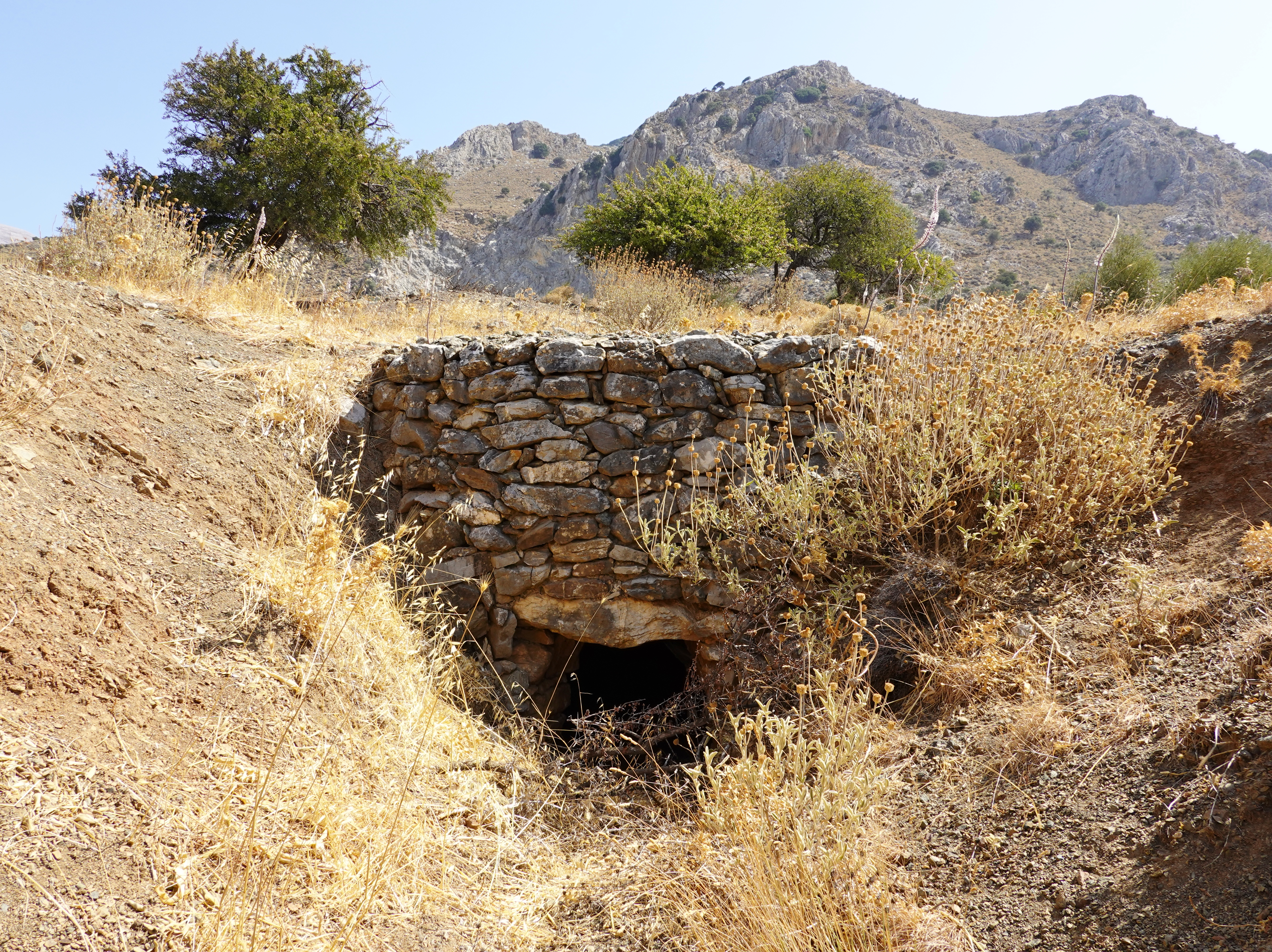
Westseite des Tholosgrabes

Das Tholosgrab von Apodoulou (griechisch Θολωτός Τάφος Αποδούλου Tholotos Tafos Apodoulou) ist ein minoisches Rundgrab aus der Zeit von etwa 1340/1330 bis 1190 v. Chr. im Amari-Tal auf der griechischen Insel Kreta. Es befindet sich in der Gemeinde Amari des Regionalbezirks Rethymno, etwa 330 Meter nordwestlich des Ortes Apodoulou (Αποδούλου) an der Ostseite der Straße nach Nithavri (Νίθαυρη). Als Tholos bezeichnet man unter anderem die Rundbauten bronzezeitlicher Kuppelgräber des mediterranen Raumes.

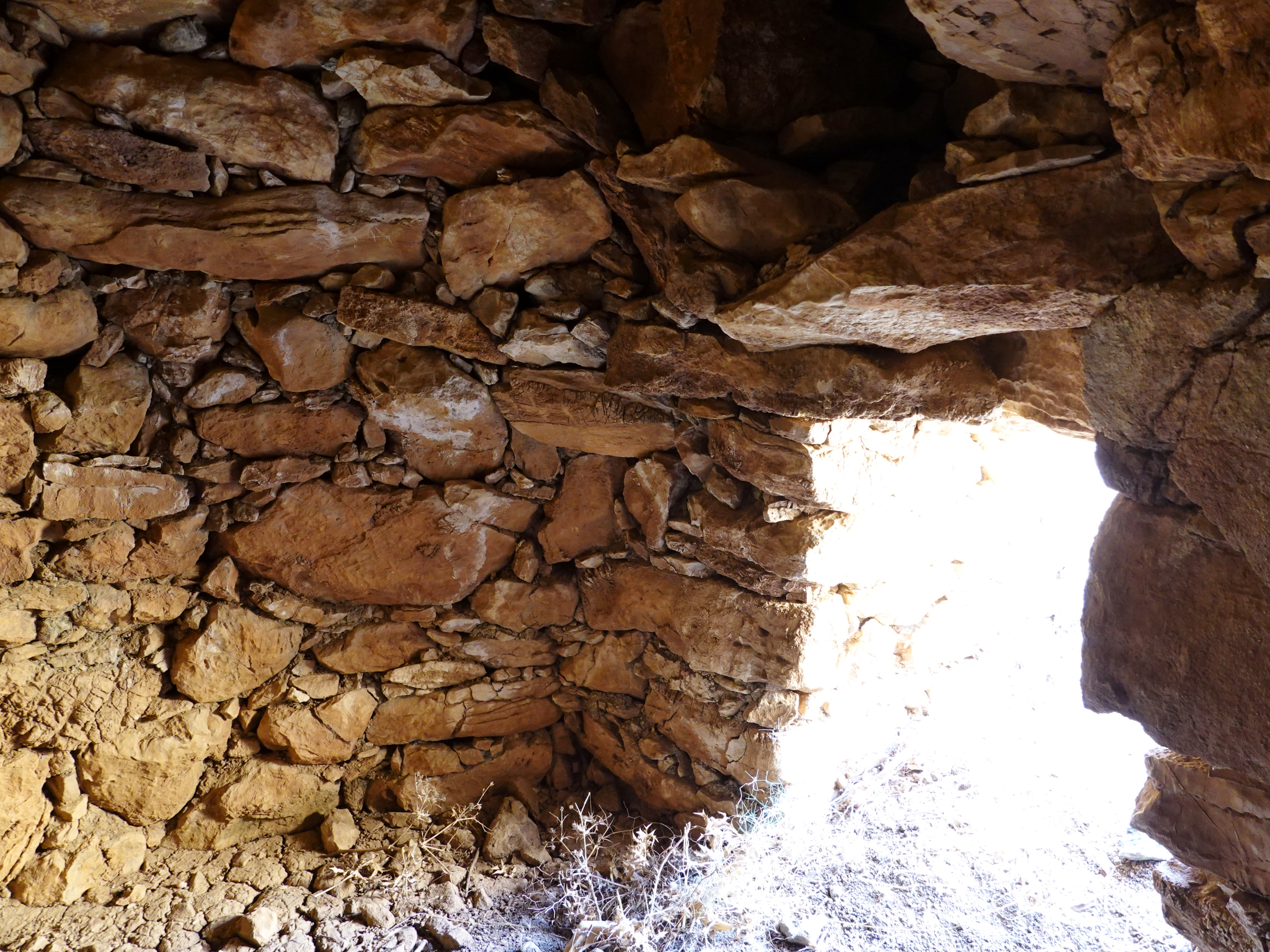
Innenraum mit Eingang und Nische

Zum Eingang des etwa 430 Meter hoch gelegenen Grabes gegenüber der Kirche Parekklisio Kimitiriou (Παρεκκλήσιο Κοιμητηρίου) auf dem Gebiet von Sopatakia (Σωπατάκια) führt ein sieben Meter langer Dromos. Der Innendurchmesser des Rundgrabes beträgt 3,10 Meter. Die Decke besteht aus einem Kraggewölbe aus Trockenmauerwerk. Über dem Eingang befindet sich im Inneren eine 40 × 40 cm große Nische, die wohl als Entlastungsquadrat dient.
Das Tholosgrab wurde 1961/1962 von Costis Davaras ausgegraben. Es war geplündert, jedoch fand man im Innenraum vier umgestürzte kastenförmige Larnakes aus Ton. Sie führten zur Datierung des Grabes in die spätminoische Phase SM III B. Eine Larnax, heute im Archäologischen Museum von Chania, trug eine Figur mit erhobenen Armen. Die anderen drei Larnakes befinden sich im Archäologischen Museum von Rethymno.
Etwa 920 Meter westlich befindet sich die mittel- bis spätminoische Siedlung von Apodoulou.